# Café Bodo
Café Bodo – nieistniejąca już kawiarnia w Warszawie przy ul. Pierackiego 17 (obecnie ul. Foksal 17), założona z inspiracji aktora Eugeniusza Bodo. Działała przed II wojną światową i w czasie okupacji niemieckiej jako kawiarnia artystyczna, w której kelnerami byli znani aktorzy. Kawiarnia istniała w latach 1939–1940.

## Historia
Kawiarnia została otwarta 18 marca 1939. Istniała też letnia filia „Café Bodo” przy Al. Jerozolimskich 19. Współwłaścicielem był Zygmunt Woyciechowski. 8 stycznia Bodo i Woyciechowski zawiązali spółkę o kapitale 20 tys. zł z zapisem, że wspólnik może mieć większość udziałów. Nazwisko aktora bowiem było jego jedynym wkładem w majątek spółki. W wyniku umowy otrzymywał od Woyciechowskiego 500 zł miesięcznie za zgodę na wykorzystanie do celów reklamowych swojego nazwiska i wizerunku. 22 maja 1940 Eugeniusz Bodo został wykreślony z listy władz spółki.
W czasie okupacji niemieckiej kelnerami byli znani aktorzy, będący w ciężkiej sytuacji finansowej. Stanowisko maître d'hôtel otrzymał Jerzy Leszczyński, kelnerkami zostały: Mieczysława Ćwiklińska, Maria Malicka, Zofia Lindorfówna, Leokadia Pancewiczowa, barmanem był Tadeusz Wesołowski, szatniarzem – Juliusz Osterwa. Pracujące tam aktorki sceniczne i filmowe otworzyły później własną kawiarnię - „U Aktorek”.
W kwietniu 1940 lokal przeszedł gruntowny remont. Nowo zaarażowane wnętrza zaprojektował znany scenograf teatralny Józef Galewski.
W sylwestrowy wtorek 31 grudnia 1940 Mieczysław Fogg śpiewał na otwarciu nowej kawiarni pn.„Szklana Grota Pod Słoniem”, w którą przekształciła się „Café Bodo”. Zapraszali: Elżbieta Barszczewska, Mieczysława Ćwiklińska, Maria Malicka, Lucyna Messalówna, Karolina Lubieńska, Zofia Lindorfówna, Tamara Paslawska, Janina Romanówna, Alina Żeliska, Krystyna Zelwerowicz, Jerzy Leszczyński i Tadeusz Wesołowski. We wrześniu 1941 lokal znów się przeobraził, tym razem w „Café–Variété Bodo” z „atrakcyjnym programem artystycznym”. Nowymi właścicielami zostali J. Skarżyński i P. Żeński, którzy przejęli firmę po aresztowaniu przez Niemców Zygmunta Woyciechowskiego. Od końca tegoż roku lokal stał się dostępny „Nur für Deutsche”. Podczas powstania warszawskiego kamienica, w której się mieścił uległa znacznemu zniszczeniu.